# 가오슝 청칭후 야구장

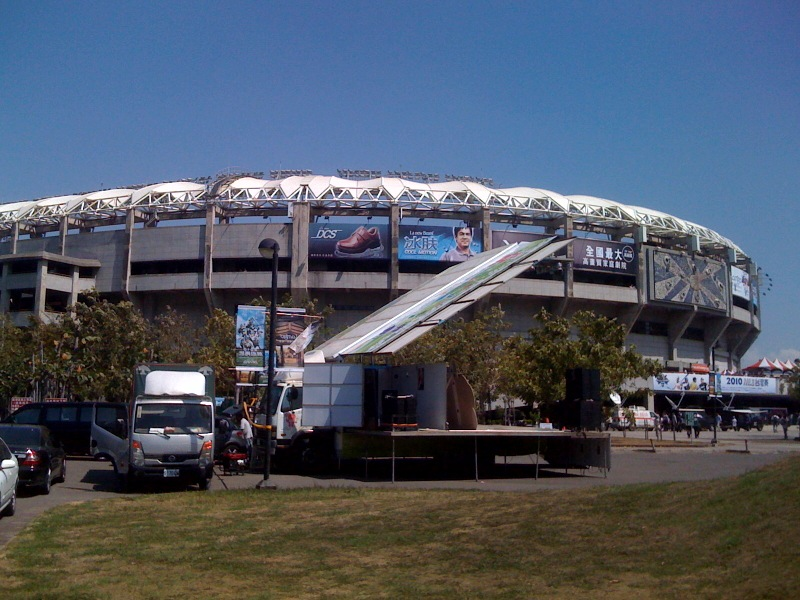
가오슝 청칭후 야구장

청칭후 야구장(澄清湖棒球場)은 중화민국에서 가장 큰 경기장으로, 1999년 완공되었으며, 수용인원은 20000명이다. 2016년까지 EDA 라이노스의 홈구장으로 사용되었고 2024 시즌부터는 타이강 호크스의 홈구장으로 사용 중이다.

## 같이 보기
- 대만의 야구 경기장 목록